# Minuartia corcontica
Minuartia corcontica är en nejlikväxtart som beskrevs av M. Dvorakova. Minuartia corcontica ingår i släktet nörlar, och familjen nejlikväxter. Inga underarter finns listade i Catalogue of Life.